# Smak słów
Smak słów – trzecia studyjna płyta popowego zespołu Goya. Premiera tego albumu odbyła się 24 lutego 2005. Płytę promowały dwa single: "Smak słów" i "Mój". Ten drugi brał udział w eliminacjach do konkursu sopockiego. Oprawę graficzną albumu wykonał Grzegorz "Forin" Piwnicki.

## Lista utworów
Opracowano na podstawie materiału źródłowego.
| Nr  | Tytuł utworu          | Słowa            | Muzyka                                                 | Długość |
| --- | --------------------- | ---------------- | ------------------------------------------------------ | ------- |
| 1.  | „Mój”                 | Magdalena Wójcik | Magdalena Wójcik, Rafał Gorączkowski, Grzegorz Jędrach | 4:04    |
| 2.  | „West”                | Magdalena Wójcik | Magdalena Wójcik, Rafał Gorączkowski, Grzegorz Jędrach | 4:16    |
| 3.  | „East”                | Magdalena Wójcik | Magdalena Wójcik, Rafał Gorączkowski, Grzegorz Jędrach | 4:08    |
| 4.  | „Smak słów”           | Magdalena Wójcik | Magdalena Wójcik                                       | 3:59    |
| 5.  | „Trudne pytania”      | Magdalena Wójcik | Magdalena Wójcik                                       | 3:33    |
| 6.  | „Jak...”              | Magdalena Wójcik | Magdalena Wójcik, Rafał Gorączkowski, Grzegorz Jędrach | 4:04    |
| 7.  | „Wiem”                | Magdalena Wójcik | Magdalena Wójcik, Rafał Gorączkowski, Grzegorz Jędrach | 4:11    |
| 8.  | „Było minęło”         | Magdalena Wójcik | Magdalena Wójcik, Rafał Gorączkowski, Grzegorz Jędrach | 3:18    |
| 9.  | „Spiesz się”          | Magdalena Wójcik | Magdalena Wójcik, Rafał Gorączkowski, Grzegorz Jędrach | 3:25    |
| 10. | „Nie potrzeba mi nic” | Magdalena Wójcik | Magdalena Wójcik, Rafał Gorączkowski, Grzegorz Jędrach | 2:53    |
| 11. | „Posłuchaj”           | Magdalena Wójcik | Magdalena Wójcik, Rafał Gorączkowski, Grzegorz Jędrach | 3:57    |
| 12. | „Spokój”              | Magdalena Wójcik | Magdalena Wójcik, Rafał Gorączkowski, Grzegorz Jędrach | 3:00    |
| 13. | „Teraz kłamiesz”      | Magdalena Wójcik | Magdalena Wójcik, Rafał Gorączkowski, Grzegorz Jędrach | 3:00    |
|     |                       |                  |                                                        | 47:48   |

## Twórcy
- Magda Wójcik – śpiew, gitara, instrumenty perkusyjne
- Rafał Gorączkowski – instrumenty klawiszowe
- Grzegorz Jędrach – gitara, programowanie